# Шемурша
Шемурша́ (рос. Шемурша, чув. Шăмăршă) — село, центр Шемуршинського району Чувашії, Росія. Адміністративний центр Шемуршинського сільського поселення.
Населення — 3759 осіб (2010; 3726 у 2002).
Національний склад:
- чуваші — 73 %